# Шубин (Польша)
Шу́бин (пол. Szubin, нем. Schubin)  —  город  в Польше, входит в Куявско-Поморское воеводство, Накловский повят.  Имеет статус городско-сельской гмины. Занимает площадь 7,68 км². Население — 9354 человека (на 2004 год).

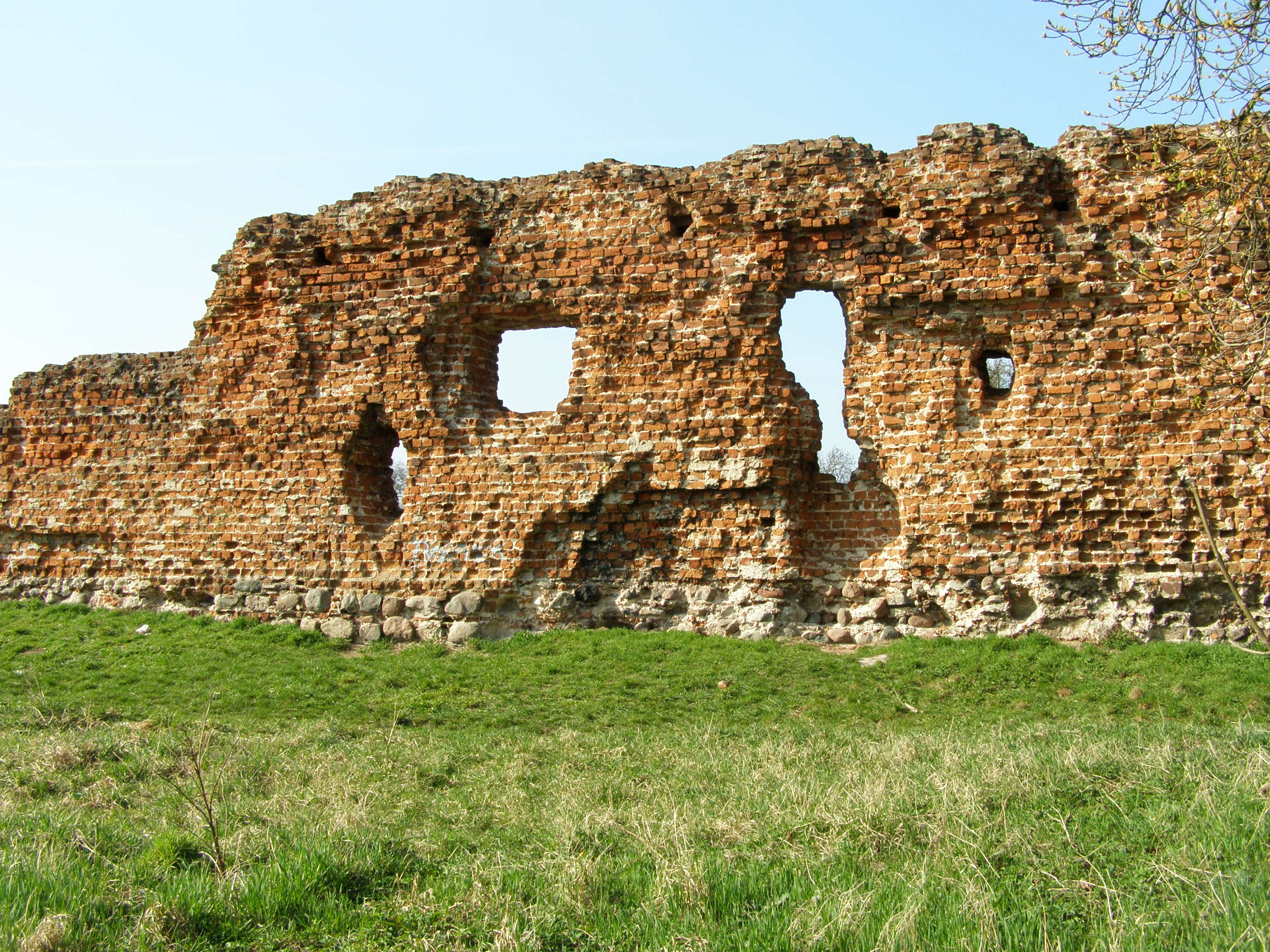
Развалины замка в Шубинe